# موزه اشغال شوروی (تفلیس)

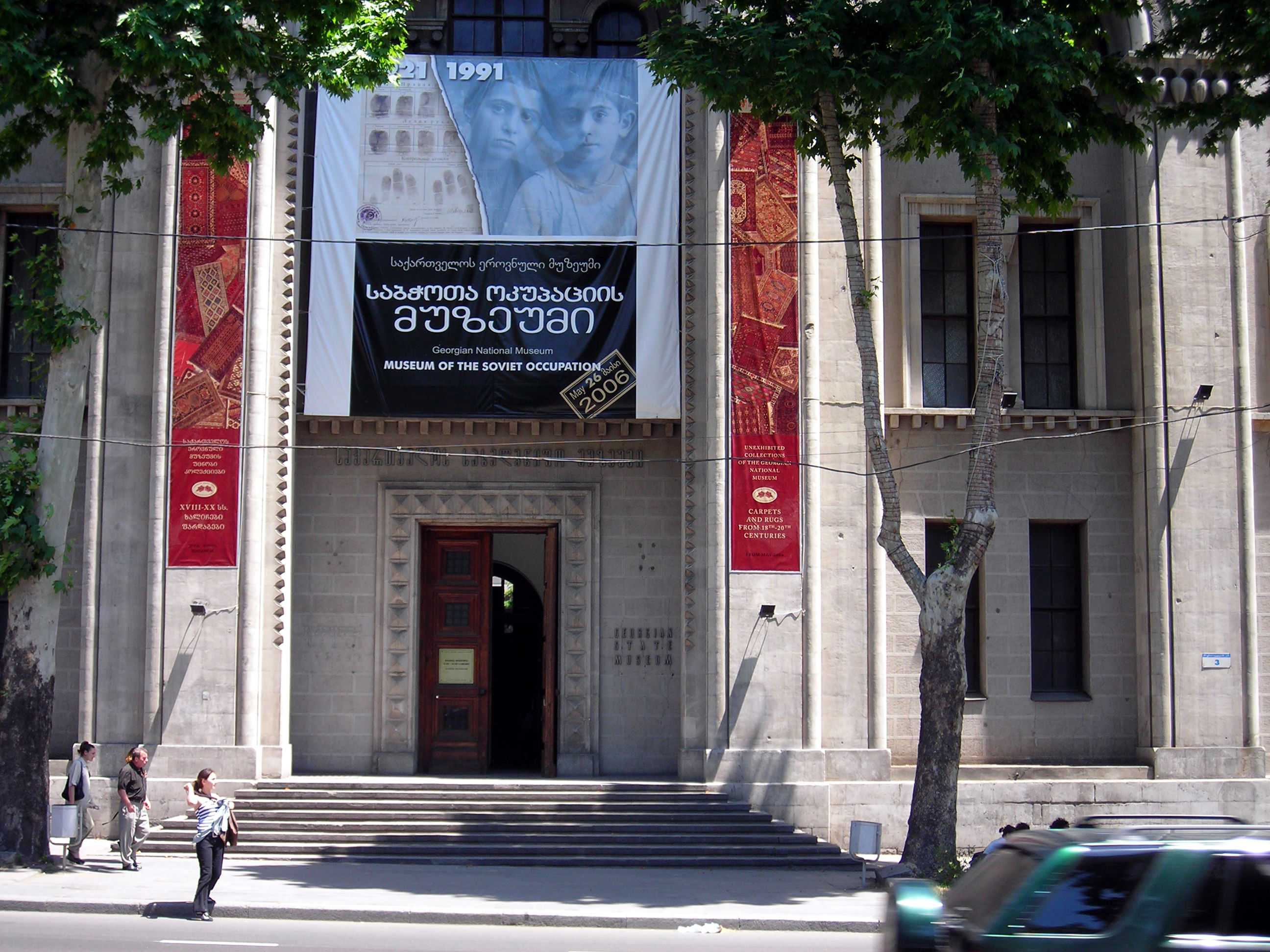
موزه اشغال شوروی در خیابان روستاولی تفلیس

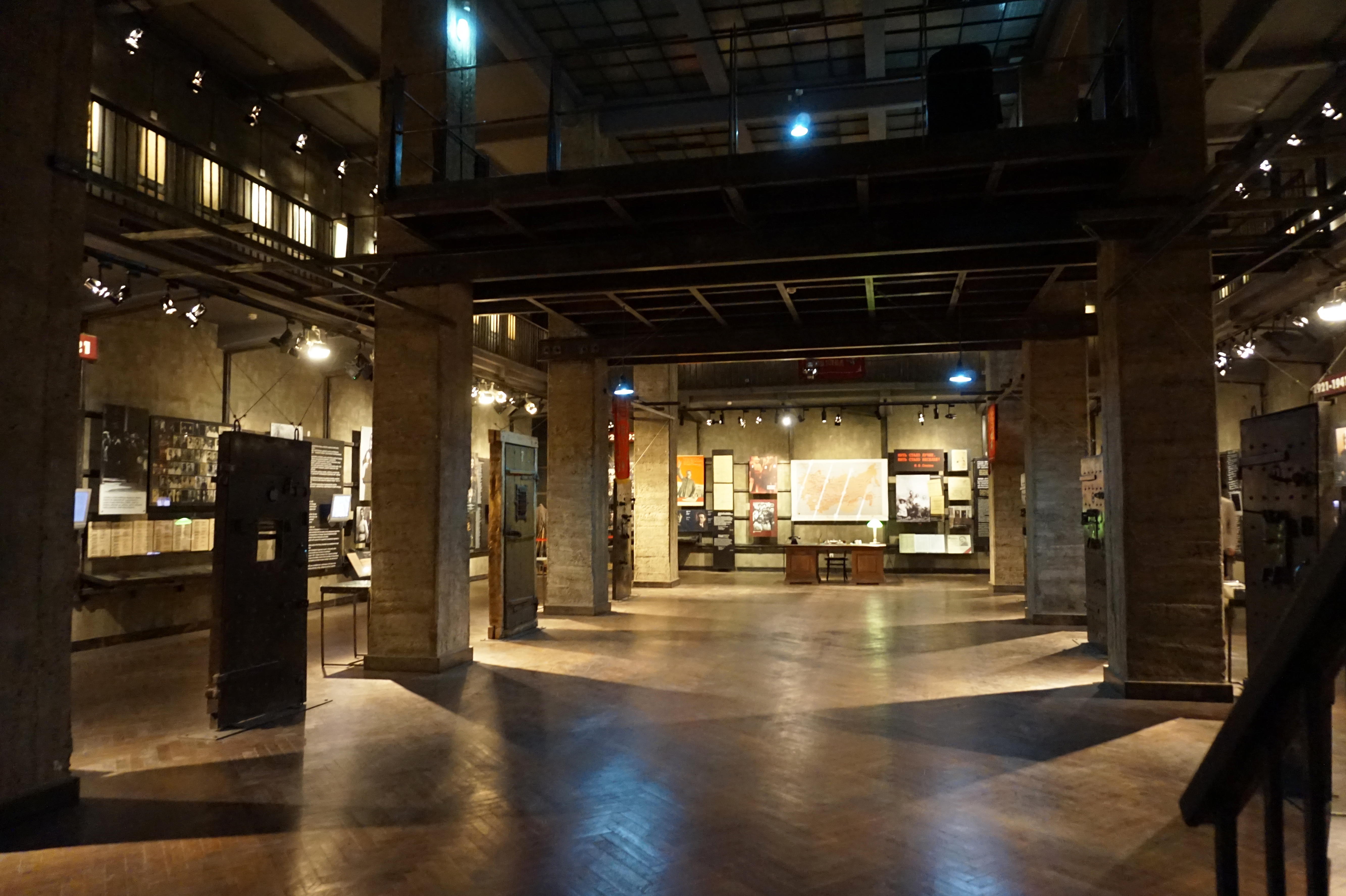
یکی از تالارهای موزه اشغال شوروی

موزه اشغال شوروی (گرجی: საბჭოთა ოკუპაციის მუზეუმი, sabch'ot'a okupats'iis muzeumi) یک موزه در تفلیس، گرجستان است که هفت دهه حکومت اتحاد جماهیر شوروی در گرجستان (۱۹۲۱-۱۹۹۱) را مستند می‌کند. این موزه به تاریخ جنبش ضد اشغالگری و استقلال گرجستان و قربانیان سرکوب سیاسی شوروی در طول این دوره اختصاص دارد. موزه اشغال شوروی که در ۲۶ می ۲۰۰۶ گشوده شده، بخشی از موزه ملی گرجستان (GNM) است.

## نمایشگاه
این موزه که سومین موزه از این دست در کشورهای پساشوروی است (با الهام از نمونه‌های مشابه در تالین و ریگا) در چارچوب جشن روز استقلال گرجستان در ۲۶ می ۲۰۰۶ گشوده شد. بودجه ساخت آن عمدتاً توسط صندوق ریاست‌جمهوری، منبع درآمدی خارج از بودجه که توسط دولت رئیس جمهور گرجستان کنترل می شود، تامین شد. شمار اقلام به نمایش گذاشته شده، نزدیک به ۳٫۰۰۰ مورد است.
موزه اشغال شوروی نمایشگاهی دائمی است که اسناد آرشیوی، عکس و تصاویر ویدئویی را با جدول زمانی تاریخ گرجستان از استقلال کوتاه مدت بین ۱۹۱۸ و ۱۹۲۱ تا سرکوب ارتش شوروی در راهپیمایی استقلال‌طلبانه در ۱۹۸۹ و اعلام استقلال گرجستان در ۱۹۹۱ به نمایش می‌گذارد. سایر نمایشگاه‌ها شامل دستورالعمل بازجویی مخالفان، احکام تیرباران یا تبعید، پرونده‌های شخصی افراد سرکوب‌شده و آثاری از سلول‌های زندان دوران شوروی است. افزون بر آرشیو امنیتی شوروی (کاگ‌ب) و حزب کمونیست که پس از فروپاشی اتحاد جماهیر شوروی در گرجستان باقی مانده‌اند، اسناد و محتوای تصویری زیادی توسط چندین سازمان عمومی و خانواده‌های مخالفان ارائه شده است. مدیران این موزه  به طور مرتب از مورخان دعوت می‌کنند تا در مورد تاریخ سدهٔ بیستم گرجستان سخنرانی‌های عمومی ارائه کنند.

## واکنش‌ها
نمادگرایی و زمان گشایش موزه باعث عصبانیت چندین سیاست‌مدار در روسیه شد که گشایش این موزه را به عنوان «پروپاگاندای ناسیونالیستی محض» محکوم کردند. رئیس‌جمهور روسیه ولادیمیر پوتین در نشست ژوئن ۲۰۰۶ در سن پترزبورگ همتای گرجستانی خود میخائیل ساکاشویلی را سرزنش و به او اشاره کرد که بسیاری از رهبران برجسته شوروی مانند جوزف استالین و لاورنتی بریا از گرجی‌تباران بودند. به گفته یک منبع در دولت گرجستان، پاسخ ساکاشویلی پیشنهاد ارائه بودجه به روسیه برای افتتاح موزه اشغال گرجستان در مسکو بود. بعدها، ساکاشویلی تاکید کرد که این موزه علیه کسی نبوده است: «این موزه اشغال شوروی است، نه اشغال گرجستان توسط روسیه... اگر کسی، در جایی، در سطحی، این را به خود گرفته، مشکل اوست و نه ما».
در مارس ۲۰۰۷، رئیس‌جمهور اوکراین ، ویکتور یوشچنکو، از موزه بازدید کرد و پیشنهاد گشایش موزه‌ای مشابه در اوکراین را داد.